# Faustina di Cizico
Faustina di Cizico (Cizico, 290 circa – Roma, 10 giugno 303), romana originaria dell'Anatolia, è venerata come santa dalla Chiesa cattolica.

## Agiografia
Il martirio di Faustina è legato a quello di Evilasio, entrambi di Cizico, antica città nell'Ellesponto. Evilasio, primo ministro della reggia, aveva condotto la cristiana Faustina al supplizio, ma durante le torture si manifestarono dei prodigi che lo indussero a convertirsi alla fede cristiana. Il prefetto che fu mandato a sua volta a condannare il ministro Evilasio, fece torturare entrambi, ma il tentativo fu vano, perché ogni supplizio risultava inutile dinnanzi al fervore della loro fede, finché una voce proveniente dal cielo li chiamò e così esalarono lo spirito. 

## Culto
Le spoglie di Faustina vennero rinvenute nel 1830 nelle catacombe di San Callisto a Roma in un loculo sul quale erano riportate le scritte "Fana", abbreviativo del nome Faustina, e "CCCIII" (303), l'anno di sepoltura, il che fa presumere che fosse stata martirizzata al tempo di Diocleziano; nel loculo fu rinvenuta anche un'ampolla di sangue. I resti, una volta esumati, vennero analizzati da periti anatomici, i quali, osservando le dimensioni delle ossa, giunsero alla conclusione che si trattasse di una ragazza dell'età di circa 13 anni.
Con breve del 31 luglio 1839 papa Gregorio XVI concesse che le spoglie della santa fossero traslate nella città di Palma Campania, dove il canonico locale Francesco Dello Iacono aveva appunto richiesto i resti di una martire santificata. Successivamente i resti della santa, chiusi in una cassetta con sigilli papali, giunsero il 1º settembre dello stesso anno a Napoli, dove il canonico Dello Iacono li rilevò e li portò a Nola al cospetto del vescovo Gennaro Pasca che procedette a far rimuovere i sigilli papali e diede il nullaosta per una sistemazione opportuna dei resti. Le spoglie della santa, ricomposte in un'urna di vetro presso la Casa dei Dottrinari di San Nicola de Caserti, giunsero il 1º ottobre nella chiesa dei liguorini di Somma Vesuviana e, il giorno successivo, in quella dei Padri Riformati di San Gennaro Vesuviano; da qui ripartirono per giungere finalmente il 3 ottobre nella chiesa di San Michele Arcangelo di Palma Campania. L'omonimia di questo corpo santo con la martire di Cizico ha creato una confusione, per cui da allora la santa è venerata oltre che nel suo giorno, il 10 giugno, anche il 3 ottobre, giorno in cui giunse nella città. 
Gregorio XVI poi, con breve del 31 gennaio 1841, concesse l'indulgenza plenaria a chi, dopo essersi confessato ed aver ricevuto la comunione, avesse visitato la santa il giorno di Pasqua, il 10 giugno e l'8 settembre, giorno della Natività della Beata Vergine Maria.